# Међународна корпорација
Мултинационална корпорација, међународна корпорација или транснационална корпорација, је назив за корпорацију који производи робу или пружа услуге у више од једне земље. Према дефиниција Међународне организације рада под мултинационалном корпорацијом се подразумева свака корпорација или предузеће чије се седиште налази у једној, односно матичној земљи, а пословни погони и друге радне јединице у другим, земљама-домаћинима.
Мултинационалне корпорације често имају буџете који су вишеструко веће од бруто домаћег производа појединих земаља. То им даје снажан утицај на локалну али и на светску економију, па због тога често играју важну улогу у међународним односима, поготово у доба глобализације. Њихова моћ и утицај их је учинила предметом оштрих критика.

## Појам и процес настанка
Транснационалне компаније (ТНК) су веома моћна интернационална предузећа која располажу ћеркама и унукама у многим земљама света и имају огромну економску снагу.
Ове компаније настају на бази високог нивоа концентрације производње и капитала, који превазилазе националне оквире појединих земаља и стационирају се у више земаља. Утичу на међународну поделу рада, мењају је и прилагођавају својим потребама. Оне су главни носиоци страних директних инвестиција.
Према начину организовања, ове компаније су најчешће међународни концерни, међународни трустови или холдинг компаније. Оне су настале у другој половини 19. века, са стварањем монопола који су прерасли међународне димензије, али је њихова експанзија карактеристична за период после Другог светског рата.

## Фузија и аквизиција
Транснационалне компаније (ТНК) су власништво једне земље, имају централизовану управу и филијале у више земаља, док су мултинационалне компаније власништво више земаља.
Компаније настају на бази концентрације и укрупњавања капитала у светској привреди. Концентрација настаје куповином постојећих или оснивањем нових фирми. Куповина постојећих настаје спајањем фирми сличне величине (фузија) или преузимањем једне од стране друге фирме (аквизиција).
Под фузијом се подразумева спајање два предузећа сличне величине (А+Б=Ц).
Под аквизицијом се подразумева куповина мање од стране веће фирме (А+Б=А).
Оснивање нових фирми може бити у пуном власништву стране фирме или у сувласништву са домаћом фирмом (тзв. Joint venture).
Оснивање нових фирми у енглеском жаргону green fields што значи „зелено поље“, односно „почети из почетка, са ледине“. Стране компаније у пуном власништву или сувласништву могу настати и куповином постојећих домицилних фирми у иностранству на тржишту акција или путем преузимања.
На крају 2012. године, филијале ТНК су запошљавале скоро 72 милиона људи, што је једнако броју становника Француске и Србије заједно. Такође приходи од продаје филијала свих ТНК су током 2012. године износили 25.980 милијарди , што је тек нешто мање од домаћег бруто производа ЕУ и Кине заједно. Ти подаци показују колики је данас значај ТНК у светској економији.
1. ↑  Унковић, Милорад (2010). Основи економије (Економија). Република Србија: Завод за уџбенике Београд. стр. 131. ISBN 978-86-17-16939-6.
2. ↑  Марковић, Душан (2015). Основи економије (Економија). Београд, Република Србија: Дата статус. стр. 126. ISBN 978-86-7478-340-5.